# Pseudaphelia
Pseudaphelia is een geslacht van vlinders van de familie nachtpauwogen (Saturniidae), uit de onderfamilie Saturniinae.

## Soorten
- P. ansorgei Rothschild, 1898
- P. apollinaris (Boisduval, 1847)
- P. carnea Bouvier, 1930
- P. dialitha Tams, 1930
- P. draudti Bryk, 1939
- P. flava Bouvier, 1930
- P. flavomarginata Gaede, 1915
- P. kaeremii Bouvie
- P. karemii Bouvier, 1927
- P. luteola Bouvier, 1930
- P. mannowiana Bouvier, 1930
- P. roseibrunnea Gaede, 1927
- P. simplex Rebel, 1906